# Acuartelamiento Aéreo de Tablada
El Acuartelamiento Aéreo de Tablada, ubicado en Tablada, Sevilla, es uno de los recintos históricos de la aviación militar en España. Fundado en 1915 como aeródromo militar bajo el Servicio de Aeronáutica del Arma de Ingenieros del Ejército de Tierra, desempeñó un papel pionero en la formación y desarrollo de la aviación en el país. Tras la creación del Ejército del Aire en 1939, Tablada fue incorporado a esta nueva rama de las Fuerzas Armadas. 

## Historia

### Orígenes (1910-1915)
A comienzos del siglo XX, en la dehesa de Tablada existían instalaciones deportivas que incluían un hipódromo, campos de tiro de pichón y canchas de tenis, entre otras actividades recreativas. Estos terrenos eran frecuentados por la aristocracia y clases acomodadas de Sevilla, quienes se interesaban cada vez más en actividades de recreo al aire libre. En los terrenos del hipódromo, el Ayuntamiento de Sevilla organizó, entre el 28 de marzo y el 10 de abril de 1910, una Semana de la Aviación, la primera muestra aerodeportiva de la ciudad y uno de los primeros eventos de aviación en España.
En este evento participaron varios pilotos destacados, entre ellos el belga Jan Olieslagers, quien ganó la copa, su compatriota Jules Tyck y los franceses Louis Kuhling y René Barrier. Estos pilotos llegaron a la estación de trenes de Plaza de Armas el 26 de marzo de 1910, se alojaron en un hotel de la Plaza Nueva y fueron recibidos por el alcalde Antonio Halcón y Vinent.
El 28 de marzo de 1910, Olieslagers realizó el primer vuelo de la historia de Sevilla a bordo de un Blériot XI, recorriendo 20 metros en un tiempo de 3 minutos. Ese mismo día, con el mismo monoplano, efectuó otro vuelo de 100 metros en 8 minutos, marcando un evento memorable para el público sevillano, que por primera vez pudo ver un avión en vuelo. La Semana de la Aviación fue todo un éxito en términos de asistencia y despertó gran interés en la aviación en Andalucía.
El 2 de marzo de 1913, la Asociación de la Prensa de Sevilla organizó otra jornada de aviación en Tablada, también exitosa en términos de público. En esta ocasión, el piloto francés Henri Tixier realizó tres vuelos en un Blériot con un motor Gnôme de 50 HP. En su primer vuelo, ascendió a unos 400 metros, manteniéndose en el aire por 24 minutos. En su segundo vuelo, alcanzó los 1.200 metros de altura, permaneciendo en el aire 28 minutos y ejecutando una maniobra para volver a alzarse cuando descendía hacia el suelo.
En 1914, el militar Emilio Herrera Linares, pionero de la aviación en España y líder de la 1ª Escuadrilla con base en Tetuán, realizó un vuelo histórico. El 14 de febrero de ese año, pilotando un monoplano Nieuport VI junto a su copiloto José Ortiz Echagüe, cruzó el Estrecho de Gibraltar para entregar una carta del general José Marina Vega al rey Alfonso XIII, quien se encontraba en Sevilla. Este vuelo, completado sin incidentes y culminado con un aterrizaje en Tablada, fue un hito en la aviación española al ser el primer cruce aéreo del estrecho.
Ese mismo año, el coronel Pedro Vives Vich, fundador del Servicio de Aeronáutica del Arma de Ingenieros, inició las negociaciones para adquirir el aeródromo natural de Tablada y sus terrenos colindantes. Estas negociaciones culminaron a finales de 1914, cuando el Ayuntamiento de Sevilla cedió una parcela de 240,000 m² al entonces denominado Ramo de la Guerra. La cesión se realizó bajo la condición de que los terrenos fueran devueltos al Ayuntamiento si dejaban de ser necesarios para su uso original. Además, el Ayuntamiento subvencionó las obras de acondicionamiento con 15,000 pesetas, destacando la importancia de Sevilla como punto estratégico en la aviación militar.

### Inicios y primeros mandos (1915-1919)

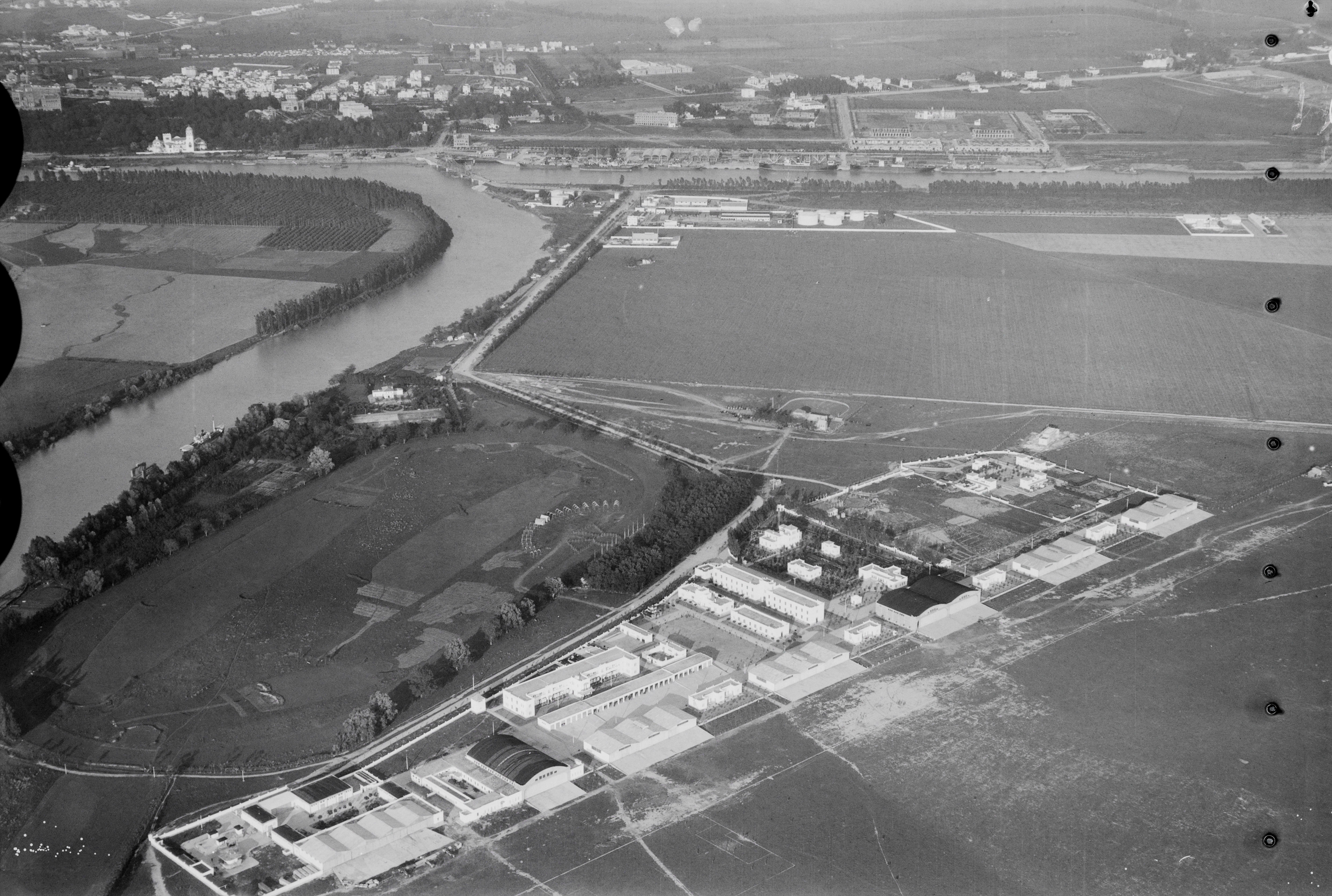
Vista aérea del aeródromo de Tablada en mayo de 1928.

Las obras de construcción del Aeródromo de Tablada en Sevilla comenzaron en 1915, tras la cesión de terrenos por parte del Ayuntamiento de Sevilla y la financiación inicial, que incluyó un préstamo de 15,000 pesetas para las primeras obras de infraestructura militar. Este aeródromo fue uno de los primeros en España y se convirtió rápidamente en un pilar fundamental para el desarrollo de la aviación militar española, siendo su objetivo principal servir de centro de instrucción y de operaciones de vuelo. El primer comandante de Tablada fue el capitán de infantería Joaquín González-Gallarza Iragorri, quien supervisó una dotación inicial de seis monoplanos y organizó las primeras actividades de vuelo en la base. Poco después, el capitán Alberto Álvarez Rementería asumió el mando, asistido por el piloto Ángel Pastor Velasco. Este equipo inicial sentó las bases para la aviación militar en el sur del país y realizó los primeros vuelos de entrenamiento y maniobras en España.
Por Real Orden del 5 de agosto de 1915 se aprobó un Plan de Enseñanza y las instalaciones de Sevilla contaron con cinco profesores de aviación.
En 1917 comenzó a funcionar en tablada una Escuela de Observadores cuya misión era formar a oficiales en tareas de observación y reconocimiento aéreo, funciones fundamentales en las operaciones militares de la época.
La expansión de Tablada continuó en estos primeros años con la construcción de instalaciones adicionales, lo que incluyó hangares, barracones, talleres mecánicos y una escuela de aviación. Durante este tiempo, el aeródromo amplió significativamente sus terrenos hasta alcanzar más de 4 millones de metros cuadrados, convirtiéndose en una de las principales instalaciones militares del país y reflejando la inversión estratégica de España en su fuerza aérea en crecimiento.
En enero de 1919 comenzó el Desafío Brackenbury. El capitán Guillermo Delgado Brackenbury ofreció un trofeo al  que realizase un vuelo entre el aeródromo de Cuatro Vientos de Madrid y el aeródromo de Tablada de Sevilla o viceversa en el menor tiempo posible antes del 31 de marzo de aquel año. El organismo encargado de registrar las marcas sería el Real Aero Club de España. El 20 de enero lo intentó Alberto Álvarez Rementería, saliendo desde Tablada, pero tras cinco horas de vuelo tuvo que parar en Guadalajara. Desde Cuatro Vientos salieron Luis Sousa Peco, Alfonso Fanjul Goñi, Fernando Sartorius Díaz de Mendoza (que solo llegó a Fuenteovejuna) y Antonio Zubia Casas. Todos ellos usaron aviones con motores de 140 HP menos Fanjul, que usó un Barrón W con un motor de 180 HP y ganó la copa, haciendo el recorrido con el viento a favor en 2 horas y 28 minutos. Este tipo de eventos contribuyó al reconocimiento de Tablada como un centro importante para la aviación de competición y formación en España.
Ese mismo año, el piloto británico Hereward de Havilland (hermano de Geoffrey de Havilland) y el español Luis Sousa Peco inauguraron la primera línea aérea de prensa entre Madrid y Sevilla,  marcando un hito en la aviación civil en España. Esta línea, que transportaba periódicos y correspondencia, facilitó el flujo de noticias y reflejó el creciente papel de la aviación en actividades no militares. Este avance simbolizó la integración de la aviación en el ámbito civil y el progreso de la infraestructura aérea en el país.
Estos años iniciales de expansión y logros sentaron las bases para el Aeródromo de Tablada, posicionándolo como un referente en la aviación militar y civil en el sur de España y consolidándolo como una de las principales bases aéreas del país, tanto en términos de infraestructura como en influencia en el desarrollo de la aviación nacional.

### Expansión y consolidación (1919-1923)
En 1919 el coronel Jorge Serrano y el jefe de la Comandancia de Ingenieros proyectaron una ampliación de los edificios de acuartelamiento de tropas y barracones a semejanza de lo que se estaba haciendo en el aeródromo de Getafe. También se inició la construcción de una Escuela de Pilotos bajo el mando del capitán de artillería Ángel Pastor Velasco. El 10 de febrero de 1920 se comenzó a impartir el primer curso de aviación para 22 oficiales del Ejército, marcando un hito en la instrucción militar de Tablada, que formaría a numerosos pilotos para el ejército y para futuras misiones en el protectorado de Marruecos.
El 17 de marzo de 1920 el Mando de Aeronáutica estableció las zonas territoriales de aeronáutica con sus respectivas bases aéreas: la Primera o Central en Madrid, la Segunda o del Norte en Zaragoza, la Tercera o Sur en Sevilla y la Cuarta o del Noroeste en León. Cada base aérea debía contar con: una jefatura; un taller o fábrica; un aeródromo principal con hangares para 60 aeroplanos; un almacén con repuestos; depósitos subterráneos o blindados para 1.000.000 de litros de combustible líquido, 100.000 litros de lubricantes y 500 toneladas de bombas; cuatro escuadrillas, tres de las cuales serían de reconocimiento y una de combate; tropas para el servicio a dichas escuadrillas y un número variable de escuelas. En Tablada, el coronel Pedro Vives Vich, una figura destacada de la aviación española y fundador del Servicio de Aeronáutica Militar, supervisó las obras de expansión, diseñadas por el capitán de ingenieros Antonio Rodríguez Martín. Los nuevos edificios adoptaron el estilo regionalista andaluz, con decoraciones en hierro forjado y azulejos que representaban aviones de la época, realzando el carácter emblemático del aeródromo. Frente a la enfermería se colocó una escultura alada de Manuel Delgado Brackenbury. Con posterioridad, la base abarcaría los terrenos de las instalaciones deportivas de Tablada, conservándose el edificio para el tiro de pichón, realizado por Aníbal González.
Un Real Decreto del 26 de febrero de 1920 declaró de interés el establecimiento de algunas líneas aéreas postales, entre las que se encontraba una que uniera Sevilla con Larache, en el Protectorado Español de Marruecos. La línea se adjudicó a Talleres Hareter S. A., representada por Jorge Loring Martínez. Sin embargo, esta empresa se declaró en quiebra y no pudo prestar el servicio. El 25 de junio de 1921 Loring creó en Madrid la Compañía Española de Tráfico Aéreo (C. E. T. A.). Esta empresa adquirió tres aviones De Havilland DH-9c y contrató a pilotos británicos, ya que los pilotos españoles estaban movilizados en el norte de África. El 15 de octubre de 1921 se celebró un acto en Tablada al que asistió el infante Carlos, que era capitán general de la Región Militar, y el arzobispo Illundain, para la partida del primer vuelo a Larache. Esta fue la primera línea de correo aéreo civil de la historia de España. Estos vuelos fueron saliendo y regresando todos los días hasta julio de 1926, transportándose luego las cartas en tren desde Sevilla a Madrid. Posteriormente, se creó una línea Sevilla-Tetuán-Larache que fue explotada por la Compañía Aérea Jorge Loring. Esta última empresa se integró por decreto en 1931 en un conglomerado llamado CLASSA, que suspendió la línea aérea postal porque, tras la pacificación del protectorado, se transportaba el correo por tierra y mar sin incidentes.
El 14 de abril de 1923, los reyes Alfonso XIII y Victoria Eugenia inauguraron oficialmente la Base Aérea de Tablada. Durante el evento, la reina entregó un estandarte al Servicio de Aviación en reconocimiento a su participación en la guerra del Rif, mientras que el rey colocó en el estandarte la corbata de la Medalla Militar, un símbolo de honor por el valor mostrado por el personal de Tablada en las misiones en Marruecos. Esta ceremonia reflejó la consolidación de Tablada como pieza central en la aviación militar en el sur de España y en la defensa nacional.
Durante esta etapa, Tablada no solo amplió su capacidad operativa, sino que también comenzó a recibir un mayor número de aviones y pilotos en formación, lo cual aumentó su papel en las operaciones de entrenamiento y apoyo logístico. Este crecimiento sentó las bases para su papel estratégico en décadas posteriores, tanto en operaciones nacionales como en conflictos en África del Norte, convirtiéndola en un centro de referencia para la aviación española.

### Raids y vuelos históricos (1923-1931)
El 22 de enero de 1926 los aviadores Ramón Franco, Julio Ruiz de Alda y Juan Manuel Durán y el mecánico Pablo Rada partieron de Palos de la Frontera, provincia de Huelva, en el hidroavión Plus Ultra para realizar un viaje a través del Atlántico. El 22 de enero llegaron a Las Palmas de Gran Canaria, el 26 de enero llegaron a Porto Praia, el 30 de enero estaban en Noronha, el 31 de enero estaban en Recife, el 4 de febrero en Río de Janeiro, el 9 de febrero estuvieron en Montevideo y el 10 de febrero en Buenos Aires. La Armada Argentina puso a disposición de los cuatro españoles el crucero ARA Buenos Aires para regresar a España. Este crucero llegó a Palos de la Frontera el 6 de abril, donde les esperaba Alfonso XIII en el crucero Cataluña. Desde Tablada partieron 140 aviones, doce de los cuales eran hidroaviones, para recibir a los aviadores que habían regresado de Argentina. Luego, Alfonso XIII y los aviadores fueron a bordo del crucero ARA Buenos Aires por el río Guadalquivir, escoltados por los 140 aviones, hasta Sevilla. En la actualidad, el Plus Ultra se encuentra expuesto en el Museo del Transporte de Luján.

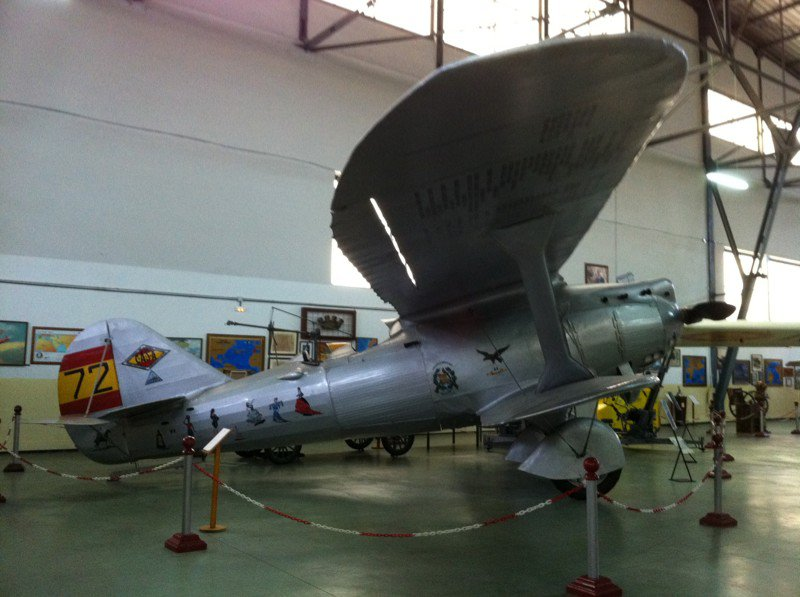
Foto del lateral del Jesús del Gran Poder, expuesto en el Museo del Aire de Madrid (2011).

Desde el 29 de abril de 1927 la Unión Aérea Española usó una autorización provisional para vuelos de pasajeros Sevilla-Lisboa y Madrid-Lisboa. Por Real Decreto del 9 de enero de 1928 se promulgó un Plan de Líneas Aéreas que incluía líneas de pasajeros Madrid-Sevilla-Cádiz y Barcelona-Valencia-Alicante-Málaga-Sevilla. En marzo de 1929 la Unión Aérea Española inauguró una línea de pasajeros Sevilla-Granada que se mantuvo hasta enero de 1930. En mayo de 1929 el Estado creó un conglomerado de líneas aéreas llamado CLASSA, en el que estaba la Unión Aérea Española e Iberia.
En 1928 Fernando Flores Solís y Francisco Galnares Sagastizábal, tras una visita al Aeroclub de Southampton y contando con el respaldo del teniente coronel Guillermo Delgado Brackenbury, jefe de la Base Aérea de Tablada, fundaron el Real Aeroclub de Andalucía. Esta institución organizó en Sevilla eventos de fomento de la aeronáutica y las vueltas aéreas a España de 1931 y 1933. En el seno de la organización se adiestraron más de cincuenta pilotos, entre los cuales se encontraba la pionera Gloria Cuesta.
El 28 de marzo de 1928 los capitanes Ignacio Jiménez Martín y Francisco Iglesias Brage despegaron de Tablada en un avión Breguet XIX GR 72 y realizaron un vuelo de prueba de 28 horas, la mayoría de ellas sobre Madrid. El 30 de marzo de 1928 Alfonso XIII y Victoria Eugenia conocieron el avión y a ambos capitanes en Sevilla. Victoria Eugenia bautizó el avión como Jesús del Gran Poder estrellando contra él una botella de vino. El 29 de mayo de 1928 ambos aviadores despegaron desde Tablada en el Jesús del Gran Poder con destino a la India para batir el récord de distancia. Las dificultades meteorológicas y una avería de las válvulas del motor les obligaron a aterrizar en Nasiriya, donde fueron rescatados por la Real Fuerza Aérea británica. Tras recibir una pieza de repuesto, el 11 de septiembre pudieron partir desde Basora y, tras pasar por Estambul, llegaron hasta Barcelona.
En marzo de 1928 los estadounidenses George Haldeman y Eddie Stinson batieron el récord mundial de permanencia en el aire, con 53,37 horas. El 24 de marzo de 1929, Domingo de Ramos, los capitanes Jiménez e Iglesias despegaron en el Jesús del Gran Poder desde Tablada para superar ese récord rumbo a Sudamérica, donde esperaban llevar a cabo un raid por el continente. El fuselaje del avión estaba decorado con dibujos de Martínez de León y Juan Lafita. Se encontraron con vientos contrarios hasta Mogador, luego con vientos alisios de poca intensidad y finalmente con vientos contrarios el resto del viaje. Se toparon con una borrasca en la costa marroquí. Luego, tras un tiempo de calma por el Atlántico, se encontraron con numerosas tormentas hasta que llegaron a la costa brasileña, que alcanzaron por Natal. Continuaron volando hasta Bahía, donde debieron aterrizar por falta de gasolina tras 44 horas. No lograron batir el récord mundial de permanencia en el aire, pero sí el récord por parte de españoles y europeos. El 28 de marzo despegaron con destino a Río de Janeiro. Luego continuaron hasta Montevideo, Buenos Aires y Santiago de Chile. Llevaron un mensaje del presidente de Chile a Perú que zanjaba el contencioso sobre los territorios de Tacna y Arica. El 30 de abril llegaron a puerto Colón. Luego estuvieron en Nicaragua y Guatemala, donde se les regaló un cáliz que está en la Iglesia de San Lorenzo de Sevilla. Finalmente, volaron a La Habana. Los aviadores y el avión desmontado fueron a Cádiz en el crucero Almirante Cervera. En Cádiz, el avión fue montado de nuevo y llegó a Tablada el 8 de junio, donde fue escoltado por 125 aviones hasta Madrid. El Jesús del Gran Poder es recordado en la historia de la aviación española como uno de los logros más destacados del periodo. En la actualidad, el avión Jesús del Gran Poder se encuentra expuesto en el Museo del Aire de Madrid.
El teniente coronel uruguayo Tyleo Larre Borges y el capitán francés León Challes salieron el 12 de diciembre de 1929 desde Tablada en un Breguet XIX para cruzar el Atlántico hacia Sudamérica. El 17 de diciembre el avión se estrelló en el estado brasileño de Río Grande del Norte.
Una meta de los aviadores españoles era batir los récords registrados por la Federación Aeronáutica Internacional. El 11 de junio de 1930 el piloto Carlos de Haya González y el observador Cipriano Rodríguez Díaz comenzaron a realizar un circuito Tablada-Almodóvar del Río-Osuna en el Breguet XIX Bidón Número 71 fabricado por C. A. S. A., recorriendo 2.700 kilómetros en 13 horas, con una velocidad media de 193 km/hora. Con esto, superaron el récord francés obtenido por los franceses André Girier y Jacques Weiss. El 7 de octubre ambos aviadores emprendieron de nuevo el vuelo desde Tablada a las 6:32 horas para recorrer este circuito en el mismo Breguet XIX Bidón, continuando a partir de las 17:00 horas por el circuito Tablada-Carmona-Utrera. Lograron alcanzar los 234 km/h. Tras 30 vueltas, aterrizaron en Tablada el 8 de octubre a las 7:32 horas. El 11 de octubre volvieron a despegar en el mismo avión y realizaron el circuito Tablada-Utrera-Carmona. Dieron 16 vueltas en 9 horas, 43 minutos y 38 segundos llevando como carga 1.500 litros de combustible, 140 litros de aceite y 500 litros de agua. De este modo, batieron el récord de los franceses Paul Codos y Dieudonné Costes.

### Sevilla en la era de los dirigibles (1929-1936)
Desde 1930 la compañía alemana Lufthansa empezó a hacer escala en Sevilla para llevar correo a Brasil. En 1930 el correo cruzó el desde Sevilla a Recife en el dirigible LZ 127 Graf Zeppelin. Desde 1933 el correo alemán a Sudamérica era llevado por cuatro aviones iban de Alemania hasta Sevilla, luego iban hasta Las Palmas de Gran Canaria, tras esto se dirigían a Bathurst y, finalmente, el correo cruzaba el Atlántico en un vuelo hasta Natal.
Entre el 24 de abril de 1929 y el 10 de julio de 1936 el dirigible alemán LZ 127 Graf Zeppelin estuvo en Sevilla en 17 ocasiones. En algunas de estas visitas no aterrizaba y en otras ocasiones lo hacía junto al Cortijo de Hernán Cebolla, en Tablada o, desde el 11 de julio de 1933, junto al Cortijo de San Pablo.
Hugo Eckener y Emilio Herrera intentaron crear una estación para dirigibles alemanes en Sevilla que sirviera como escala en la ruta de estos aparatos hacia América. Con este fin, el Ayuntamiento de Sevilla firmó el Pacto de Tablada en enero de 1933. Esta estación de dirigibles debería contar con torre, torno de tracción, pista circular, carro de sostén, depósito de gasolina, fábrica de hidrógeno, compresor, depósito de gas y cisterna de agua. Sin embargo, la instalación estaba fuera de las capacidades económicas municipales y no se construyó.

### El Complot de Tablada (1931)
La última semana de junio de 1931 tuvieron lugar unos hechos en la base, nunca totalmente aclarados, conocidos como el Complot de Tablada. Durante la campaña electoral de las elecciones generales de 1931, las primeras de la Segunda República, se acopió munición en la base área de Tablada, lo que había sido ordenado previamente por Ramón Franco, ya que esta carecía de bombas. En un acto en esta base los soldados mostraron su simpatía por el anarquista Pedro Vallina, que apoyaba la Candidatura Republicana Revolucionaria Federalista Andaluza en la que estaban Blas Infante, Pablo Rada, Antonio Rexach, José Antonio Balbontín y Ramón Franco. Paralelamente, un avión fue usado para tirar propaganda de la candidatura desde el aire y en el fuselaje tenía escrito "Viva Andalucía libre". Unos decían que el avión era militar, otros que estaba pilotado por Ramón Franco y Blas Infante daba por supuesto que el avión era de Rexach y que este mismo lo pilotaba. El 24 de junio la candidatura celebró un mitin en Lora del Río, el escenario se hundió y resultó herido Ramón Franco, que fue ingresado en un hospital que había en la base de Tablada. El gobierno actuó como si hubiese un complot revolucionario y envió a Sevilla al general José Sanjurjo, que llevó a cabo un despliegue de tropas por la ciudad. Esta acusación provocó un severo golpe a la candidatura andalucista que, en las elecciones del 28 de junio, solo obtuvo un diputado, Ramón Franco, quedando Blas Infante a pocos votos de conseguir un escaño. El escaño no sirvió a los andalucistas, ya que un político podía presentarse a dos circunscripciones y Ramón, que se había presentado también por Barcelona con ERC, escogió esta última opción. Según el historiador Manuel Ruiz Romero el complot jamás existió.
Por el supuesto complot de Tablada hubo numerosos detenidos en la base. En junio de 1931 José Antonio Balbontín pidió la anulación de las elecciones y Blas Infante y el capitán Antonio Rexach negaron en la prensa los hechos atribuidos. Pablo Rada fue encarcelado y procesado. En octubre de 1931 Pablo se fugó de la cárcel y, en su búsqueda, se registraron los domicilios de Pedro Vallina y de Blas Infante. Pocos días después, el fugado volvió a ser arrestado.
En julio de 1931 Ramón Franco pidió en el Congreso de los Diputados impugnar el acta de Sevilla argumentando que lo que pasó en Lora del Río fue un atentado, que se levantó contra él una mentira relacionada con un bombardeo y que las elecciones se celebraron bajo coacciones del ejército y de la guardia civil.
Aunque no se encontró evidencia concreta de un intento golpista, el suceso perjudicó la imagen de Infante y la candidatura, siendo catalogado como uno de los primeros ejemplos de fake news en España. La prensa y los políticos conservadores de la época difundieron el "complot" como una amenaza real para el orden nacional, lo cual debilitó el movimiento autonomista andaluz. A finales de 1931, Blas Infante publicó "La verdad sobre el complot de Tablada y el Estado libre de Andalucía",  defendiendo su proyecto y explicando su visión de una Andalucía autónoma en una España confederal. Esta obra fue ilustrada por su amigo Andrés Martínez de León.

### Últimos raids y vuelos internacionales (1931-1936)
El 24 de diciembre de 1931 despegaron de Tablada a las 10:40 horas los aviadores Carlos de Haya González y Cipriano Rodríguez Díaz a bordo del Breguet XIX Bidón Nº 71 con destino a Bata, capital de la Guinea española. Tardaron 12 horas en atravesar el desierto del Sáhara. En total emplearon 27 horas y 11 minutos en ir de Sevilla a Bata, recorriendo 4.312 km. Como la pista de Bata no permitía el despegue del avión con la carga máxima de combustible, se planeó ir volando a Madrid en cinco etapas. La primera de estas, de Bata a Niamey, tuvo lugar sin incidencias, pero cuando se dirigían a Bamako una tormenta les obligó a aterrizar en el enclave nigeriano de Korondongon. Después de dos horas intentaron despegar pero una pata del avión se rompió. Los dos españoles fueron rescatados por militares franceses.
En 1932 el capitán Mariano Barberán, director de la Escuela de Observadores de Cuatro Vientos de Madrid, planteó a las autoridades un vuelo a las Antillas sin escalas. El Gobierno aceptó correr con los gastos. José Cubillo Fluitter, del Servicio de Protección de Vuelo, se encargó de analizar las condiciones meteorológicas. Se escogió el avión Breguet XIX FT (GR) Super Gran Raid, bautizado como Cuatrovientos. Mariano Barberán insistió en que se trataba de un raid Sevilla-Cuba-México. La pista de Tablada fue ampliada 500 metros para el despegue de este avión, quedando esta con 1.530 metros de longitud y 60 metros de anchura. Mariano Barberán y Joaquín Collar Serra despegaron en el avión Cuatrovientos desde Madrid el 9 de junio de 1933 y llegaron a Sevilla. Posteriormente, despegaron desde Tablada el 10 de junio a las 4:40 horas. El 11 de junio, a las 15:39, aterrizaron en la ciudad cubana de Camagüey. Habían pasado 39 horas y 55 minutos volando. El avión y sus tripulantes desaparecieron cuando volaban hacia México. El 12 de noviembre de 1933 el Ayuntamiento de Sevilla colocó en Tablada una placa en recuerdo de Vuelo del Cuatro Vientos. También nombró hijos adoptivos a los dos aviadores y llamó "Avión Cuatro Vientos" a una calle de la ciudad.
El 25 de febrero de 1934 llegó a Tablada el ingeniero Juan de la Cierva con su autogiro Cierva C.30. Fue recibido de forma entusiasta por el Aeroclub y los oficiales de la base.
En 1934 Tablada fue uno de los aeródromos del Desafío (Challenge) organizado por la Federación Aeronáutica Internacional, que comenzó y terminó en Varsovia, recorriendo Europa y el norte de África. El 9 de septiembre pasaron la noche en Sevilla doce tripulaciones, que partieron el 10 de septiembre con destino a Casablanca.
El 13 de mayo de 1935 el piloto Juan Ignacio Pombo y Alonso Pesquera se propuso ir de España a América en avioneta. Despegó desde Santander con una British Aicraft Eagle. Hizo escala en Burgos, para reunirse con su padre y su hermano Teodosio, que le acompañaron por aire hasta el aeropuerto de Barajas de Madrid. El 14 de mayo llegó a Sevilla, donde el capitán Haya corrigió su brújula y recibió consejos médicos por parte del teniente médico de Tablada. Luego despegó desde Tablada e hizo escalas  en los enclaves africanos de Agadir, Ifni, Cabo Juby, Villa Cisneros, Port Étienne, Saint-Louis y Bathurst. Luego atravesó el Atlántico hasta Natal, donde hizo escala para dirigirse luego a Camocim. Luego fue por tierra hasta Belém debido a una avería. Continuó volando haciendo escalas en Paramaribo, Puerto España, Maracay, Barranquilla, Bogotá, Panamá, San José, San Salvador, Guatemala, Veracruz y Acapulco, terminando en Ciudad de México.
El militar cubano Antonio Menéndez y Peláez se propuso volar a España para recordar la hazaña del Cuatrovientos. El 13 de enero de 1936 despegó en un monoplano Lockheed Sirius 8A desde Camagüey y llegó a Venezuela. Posteriormente hizo escala en Puerto España, Nueva Ámsterdam, Pará, São Luís, Fortaleza y Natal. Luego cruzó el Atlántico y aterrizó en Bathurst. De ahí fue a Cabo Juby. El 14 de febrero llegó a Tablada. El 21 de febrero despegó de Sevilla y llegó al aeródromo de Cuatro Vientos de Madrid, donde fue recibido calurosamente.
En 2021, la Federación Andaluza de Deportes Aéreos proyectó una película sobre estos raids vinculados a Tablada, presentándolos como logros técnicos y culturales en la historia de la aviación.
En febrero de 1936, una fuerte crecida del río Guadalquivir causó importantes inundaciones en las instalaciones de Tablada, dañando hangares y zonas de almacenamiento. Este evento marcó un momento crítico, pues afectó la operatividad de la base y simbolizó los cambios venideros en la misión del aeródromo. A partir de ese momento, Tablada pasó de ser una base para vuelos experimentales y expediciones pioneras a convertirse en un centro estratégico de gran importancia militar durante el conflicto que estallaría meses después.

### Guerra Civil Española (1936-1939)
El 18 de julio de 1936 la Base Aérea de Tablada estaba a cargo de Rafael Martínez Esteve. El Gobierno central le dio la orden de bombardear los cuarteles de Sevilla que se sublevaron pero él se negó argumentando que podían producirse bajas civiles. Los sublevados amenazaron con cañonear la base aérea y Esteve, esa misma noche, cedió el mando de la misma a Rogelio Azaola Ondarza y luego fue arrestado.
Tablada fue bombardeada por la aviación republicana con dos aviones Fokker la noche del 19 de julio y con dos aviones DC-2 la mañana del 20 de julio de 1936, produciendo escasos daños materiales y la muerte de un militar. El 22 de julio el capitán Carlos de Haya pilotó un DC-2 capturado para atacar Madrid en respuesta.
Franco convocó una reunión en Tetuán, en la que estuvo el militar y aviador Alfredo Kindelán. Se decidió llevar a cabo un puente aéreo para transportar tropas del Ejército de África (incluyendo legionarios y regulares) y armamento a la península. El puente aéreo comenzó el 20 de julio con 3 aviones Fokker F.VII, que transportaban tropas y material desde Tetuán a Sevilla. El 25 de julio se unió un Douglas DC-2. Desde el primer día se incorporó un hidroavión Dornier Wal de la Armada y otro más de este tipo días después. Los hidroaviones transportaron tropas y material desde Ceuta a Algeciras. El 29 de julio los aviones del puente aéreo pasaron a llegar también al aeródromo de Jerez de la Frontera. Los Fokker fueron pilotados por Ricardo Guerrero, Mario Ureña, Alfredo Afija y Carlos de Haya, y los Dornier Wal por los marinos Enrique Ruiz de la Puente y José María Moreno.
El 17 de julio de 1936 los sublevados habían incautado a la Lufhtansa en Villa Cisneros un avión Junker Ju 52 3m. Este pasó por Sevilla y llegó a Berlín el 24 de julio para pedir ayuda a la Alemania nazi. Alemania envió un total de 20 aviones Junker Ju 52 3m, que empezaron a usarse el 29 de julio, y diez pilotos que contribuyeron a enviar tropas y material de guerra de Tetuán a Sevilla y Jerez durante los meses siguientes, hasta noviembre de 1936. El 30 de julio llegaron a Melilla 9 aviones Savoia-Marchetti S.M.81 de Italia, que se incorporaron al puente aéreo el 5 de agosto. El 13 de agosto llegaron a Melilla en el buque Nereide cazas italianos Fiat CR.32. Los dos primeros aviones de este tipo que se incorporaron al puente aéreo, tras pasar por Nador y Tetuán, llegaron a Tablada el 17 de agosto con pilotos italianos.
En los principios de agosto de 1936 fue de Hamburgo a Cádiz el vapor Usaramo transportando seis cazas Heinkel 51, diez trimotores Ju-52 de bombardero, una batería antiaérea de 88 mm, veinte baterías antiaéreas de 20 mm y otros materiales para los sublevados. Todo ello fue trasladado a continuación a la base de Tablada y montado con la ayuda de técnicos alemanes.
A finales de septiembre el estrecho ya no se encontraba bloqueado por la flota republicana y el puente aéreo había transportado un total de 21 000 hombres y 350 000 kilos de material.
Este puente aéreo fue el primero de su tipo a nivel mundial en conflictos armados, marcando una innovación en el transporte militar y permitiendo el rápido desplazamiento de tropas experimentadas para asegurar posiciones estratégicas en Andalucía y Extremadura. Este movimiento aéreo cambió el equilibrio de poder en el sur de España y facilitó la consolidación del control nacionalista en la región.
Tablada contaba desde 1921 con unos talleres, conocidos posteriormente como el Parque Regional Sur, donde se realizaban reparaciones de aviones e incluso la fabricación de algún prototipo como fue la avioneta cuatriplaza Gil-Pazó P-IV. Durante la guerra civil, el Parque Regional Sur aumentó su carga de trabajo con los aviones italianos y alemanes y se triplicó el personal. Por entonces estos talleres estaba dirigidos por Modesto Aguilera Morente.
Por tablada pasaron incluso prototipos de aviones secretos de Alemania como el Ju-87 Stuka, el Messerschmitt Bf-109, los Heinkel He 111 y He 112 o el Henschel Hs 123.
Tablada también desempeñó un papel importante en la cooperación internacional, al servir como base operativa para la Aviación Legionaria italiana y, más tarde, para unidades de la Legión Cóndor alemana. Durante los años 1937 y 1938, la base recibió y reparó aviones italianos como los Fiat CR.32 y los bombarderos Savoia-Marchetti SM.79, que participaron en ofensivas clave en el sur de España, incluida la Batalla de Málaga y otras campañas en Extremadura. Estas colaboraciones internacionales con figuras como el general Hugo Sperrle, al mando de la Legión Cóndor, y el comandante italiano Mario Roatta, permitieron mantener la superioridad aérea de los sublevados, crucial para las operaciones terrestres de las fuerzas nacionalistas en toda España.
La base se adaptó a las crecientes demandas de la guerra, transformando sus instalaciones civiles y deportivas en áreas de almacenamiento de suministros y municiones, así como en talleres de reparación y ensamblaje de aviones dañados en combate. Este desarrollo permitió que Tablada se convirtiera en un nodo logístico clave, sosteniendo la operatividad de una amplia flota aérea y facilitando el envío de suministros y tropas hacia el norte, mientras los frentes se desplazaban hacia el centro de España. La capacidad de Tablada para mantener y reparar aeronaves, como los Fiat CR.32 y los Heinkel He 111, ayudó a sostener los esfuerzos bélicos en el sur, donde los sublevados se enfrentaban a posiciones republicanas en Andalucía y el Levante.
A lo largo del conflicto, Tablada coordinó misiones de bombardeo que contribuyeron a las ofensivas nacionales contra posiciones republicanas. Bombarderos como los Heinkel He 111 y los Junkers Ju 52 participaron en ataques dirigidos a interrumpir las líneas de suministro y comunicaciones de las fuerzas republicanas. Estos bombardeos, además de apoyar las campañas en Andalucía y el Levante, fueron fundamentales en las ofensivas en el norte de España durante las campañas de 1937 y 1938, contribuyendo a las victorias nacionalistas en esa región. La base mantuvo esta función hasta el final de la guerra, siendo una de las posiciones estratégicas más importantes de los sublevados en el sur hasta 1939.
En los últimos meses de la guerra, a medida que los frentes se estabilizaban y los sublevados consolidaban el control de la península, la actividad en Tablada se adaptó a las necesidades de transporte logístico y evacuación. Incluso en 1939, la base continuaba funcionando como un centro de operaciones aéreas en apoyo a los movimientos finales de las fuerzas nacionalistas. La capacidad de Tablada para sostener operaciones de vuelo, mantenimiento de flota y reabastecimiento de tropas hasta el final de la guerra consolidó su papel en la victoria de los sublevados en el sur de España, dejando una huella profunda en la historia militar y logística de la guerra civil.

### Dictadura franquista (1939-1975)
Al finalizar la Guerra Civil Española, la Base Aérea de Tablada fue designada sede de la Segunda Región Aérea, renombrada más tarde como Región Aérea del Estrecho, dada su importancia estratégica en el control del espacio aéreo del sur de España y del Protectorado en Marruecos. Este cambio consolidó a Tablada como un centro operativo clave para el Ejército del Aire, fundado como una rama autónoma de las fuerzas armadas en 1939. Durante los años 40, la base centró sus esfuerzos en la reparación y mantenimiento de aeronaves utilizadas en la guerra civil, a la vez que expandía sus infraestructuras para albergar nuevas unidades. Se incrementaron los hangares y las zonas de almacenamiento de combustible, lo que reforzó su capacidad de apoyo logístico.
En 1939 Alfonso de Orleans y Borbón fue nombrado jefe de la Región Aérea del Estrecho. La oficina de esta región aérea estuvo en la calle San Vicente de Sevilla hasta 1969, cuando fue trasladada a la base de Tablada.
En las bases aéreas de Morón y Tablada se crearon en 1942 sendas escuadrillas de cazas (conocidas como las "Escuadrillas Azules") que fueron a combatir, desde una base en Orel, contra los soviéticos en la Segunda Guerra Mundial.
Por Decreto del 24 de noviembre de 1939 se crearon en España siete maestranzas aéreas y una de hidroaviones. En virtud de este decreto, en 1940 el Parque Regional Sur pasó a denominarse Maestranza Aérea de Tablada. En 1941 el capitán Julio Salvador Díaz Benjumea consiguió que esta maestranza aérea realizase una versión del Fiat CR.32 con un segundo puesto de pilotaje, produciéndose 30 unidades de este tipo en 1942. Paralelamente, en 1938 se había instalado una fábrica de aviones de la empresa Hispano-Suiza en la calle San Jacinto de Triana, que empezó a entregar aviones Fiat CR.32 monoplaza en 1942. De esta primera entrega, de 31 unidades, solo 2 habían sido fabricadas íntegramente en Triana y el resto eran ejemplares italianos modificados. En 1942 empezó a producirse en la fábrica de Hispano-Suiza el avión militar HS-42, diseñado en Sevilla por los técnicos Emilio Viejo y Fulgencio Amador. En 1942 la Hispano-Suiza adquirió licencia alemana para aviones Messerschmitt Me 109G. En 1943 se constituyó la Hispano Aviación S. A., con capital de Hispano-Suiza y el Ministerio del Aire. Los cinco primeros aviones Messerschmitt Me 109G fueron entregados a Tablada en 1947.
En 1938 Construcciones Aeronáuticas S. A. adquirió unos terrenos en el entorno del Cortijo del Batán, contiguos a la base aérea de Tablada, para fabricar bombarderos con licencia alemana Heinkel He-111. La primera unidad se terminó en 1945 y las últimas unidades se entregaron en 1958.
Entre 1947 y 1952, el aeródromo sufrió graves inundaciones debido al desbordamiento del río Guadalquivir. La más significativa, en marzo de 1947, obligó a suspender las operaciones durante 11 días, lo que reveló la vulnerabilidad de la base. Las inundaciones se repitieron en 1948, 1951 y 1952, afectando las operaciones y provocando daños considerables. En respuesta, se aprobaron obras de defensa en 1949, que incluyeron la construcción de muros y compuertas metálicas para mitigar futuros riesgos. Aunque las mejoras ayudaron, el riesgo de inundación no fue completamente eliminado, y la base siguió siendo propensa a las crecidas del río en años de fuertes lluvias.
La firma de los Pactos de Madrid en 1953 entre España y Estados Unidos marcó un punto de inflexión para la base, ya que trajo consigo la modernización y expansión de las instalaciones aéreas en el país. Estos acuerdos permitieron la introducción de aviones a reacción en la flota española, lo que requirió infraestructuras más avanzadas que Tablada no podía ofrecer. Sin embargo, la base siguió operativa en los años 50 con aviones a hélice, principalmente el CASA 2.111, una versión española del Heinkel He 111, y el HA-1112-M Buchón, basado en el Messerschmitt Bf 109. Estos aviones fueron asignados a unidades como el Ala de Bombardeo Ligero 25 y el Ala de Cazabombardeo 7. Durante la Guerra de Ifni en 1957-1958, las unidades de Tablada prestaron apoyo aéreo a las tropas españolas en el norte de África, consolidando el rol estratégico de la base en el conflicto. Este fue uno de los últimos conflictos en los que Tablada participó activamente como base de combate.
En los años 60, el papel de Tablada comenzó a reducirse. En 1963, el Ala de Bombardeo Ligero 25 fue disuelta, y sus aviones CASA 2.111 se trasladaron a otras bases en Málaga y Gando, en las Islas Canarias. A la base solo le quedó el Ala de Cazabombardeo 7, que fue rebautizada como Ala 47 en 1965, aunque también se disolvió a finales de ese año. Esta reorganización dejó a Tablada sin capacidad de combate significativa, relegándola a la categoría de Aeródromo Militar. En 1966, Tablada pasó a depender del Mando de la Aviación Táctica, orientándose principalmente a funciones logísticas y administrativas. Su función se centró en el mantenimiento y el soporte logístico de la flota del Ejército del Aire.
Entre enero y mayo de 1968, la Base Aérea de Tablada vivió un episodio inusual: fue el escenario del rodaje de la película La Batalla de Inglaterra. Para el filme, se restauraron y pusieron en vuelo varios HA-1112-M Buchón, que representaron a los cazas alemanes Messerschmitt Bf 109. Estos aviones fueron trasladados a Reino Unido para el rodaje y permanecieron allí tras finalizar la película, lo que destaca la colaboración de Tablada en proyectos culturales. Este evento atrajo la atención sobre la historia aeronáutica de Tablada en un contexto internacional.
En 1965 el asesor cinematográfico y antiguo piloto de la Real Fuerza Aérea británica Thomas Gilbert "Hamish" Mahaddie buscaba aviones alemanes para una película sobre la Batalla de Inglaterra. Supo que en Tablada había aviones bombarderos Heinkel He-111 y cazas Me-109 y se dirigió a esta base. En la Maestranza Aérea de Tablada encontró también algunos C.4K (HA-1112M1L) que habían pertenecido al Ala 47, disuelta en 1963. Para el rodaje se usaron un total de 61 aviones españoles como si fuesen alemanes. Entre los escenarios españoles de la película están las bases de Tablada y El Copero. Esta cinta fue producida por Harry Saltzman y dirigida por Guy Hamilton. Se estrenó en 1969.
En 1969, Tablada se reorganizó como un centro logístico y de mantenimiento dentro del Ejército del Aire. Se estableció la Jefatura del Mando Aéreo Táctico, junto con la 402 Escuadrilla, subdividida en unidades de apoyo. La Maestranza Aérea de Tablada adquirió especialización en la revisión de aeronaves como el DC-3 y el HA-200 Saeta, lo que permitió a Tablada cumplir una función de apoyo técnico esencial. También se establecieron el Grupo de Control Aéreo y la Escuela de Apoyo Aéreo, que formaba especialistas en tareas de logística y control aéreo, consolidando a Tablada como un centro de formación técnica en la aviación militar.
También en 1969 Alfonso de Orleans fue condecorado con la Medalla Aérea por el ministro del Aire, José Lacalle Larraga, en presencia de Juan Carlos de Borbón y Sofía de Grecia.
En 1970 había en tablada una guarnición de 1.735 personas. Ese mismo año se pavimentó la pista 01-19, de 1.850 metros de longitud por 150 metros de ancho.
En 1972 Juan Carlos de Borbón y Sofía de Grecia estuvieron nuevamente en la base presidiendo un festival aéreo en el participaron dos aviones McDonnell Douglas F-4 Phantom II provenientes de la Base Aérea de Torrejón de Ardoz. En el acto se le impuso la Medalla Aérea al teniente general Salvador Díaz Benjumea.
En 1973, para conmemorar los cincuenta años de la base, se colocó una placa conmemorativa. En 1974 el alcalde Juan Fernández y García del Busto nombró hijo adoptivo de la ciudad al teniente general y piloto Luis Serrano de Pablo y Jiménez, que fue jefe del Mando Aéreo Táctico y de la Segunda Región Aérea.
En 1975 se trasladó frente a la capilla, como monumento a los caídos, la escultura alada realizada por Manuel Delgado Brackenbury que había estado frente a la enfermería. El monumento fue completado con el ala de un avión He-111 con una corona de laurel de bronce.

### Época contemporánea (1975-actualidad)
Con la llegada de la Transición Española y la constitución democrática de 1978, la Base Aérea de Tablada comenzó una transformación enfocada en funciones logísticas y administrativas, disminuyendo progresivamente su actividad militar operativa. En 1979 se creó el Grupo del Cuartel General del Mando Aéreo Táctico (CGTAC), consolidando el rol de Tablada como centro de mando en el sur de España, especialmente en relación con el Mando de la Defensa Aérea. Sin embargo, el crecimiento urbano de Sevilla y la reducción de operaciones aéreas de combate en Tablada limitaron su actividad aérea.
En 1984, Tablada sufrió un trágico accidente aéreo que resultó en 82 víctimas mortales, el último accidente significativo de su historia. Este suceso marcó un punto de inflexión en la operatividad de la base, subrayando la necesidad de mejoras en seguridad y reorganización en las actividades militares.
El 24 de marzo de 1986, el aeródromo fue rebautizado oficialmente como Aeródromo Militar de Tablada. Sin embargo, la construcción de la nueva circunvalación SE-30 en Sevilla generó un problema adicional para la base: el trazado separó el campo de vuelo del resto de las instalaciones, lo que dificultó gravemente el acceso a las pistas y limitó las operaciones de vuelo. Tras la falta de consenso sobre rutas alternativas para la SE-30, el 18 de mayo de 1990 se suspendió la actividad aérea en Tablada. El 31 de marzo de 1990 se celebró una ceremonia simbólica de despedida, en la que los Dornier Do-27 de la 407 Escuadrilla realizaron el último vuelo oficial en el aeródromo, marcando el fin de la actividad aérea en Tablada.
En los últimos años de la década de 1990 la Maestranza Aérea de Sevilla (MAESE) comenzó su traslado parcial al entorno del aeropuerto de San Pablo para realizar tareas de revisión del avión P-3, entre otros.
En 1991, el Cuartel General del Mando Aéreo Táctico (TAC) fue renombrado como Cuartel General del Mando Aéreo del Estrecho (CGMAEST), y, en 2004, adoptó la denominación Agrupación del Acuartelamiento Aéreo de Tablada. En 2007 la infanta Elena entregó un estandarte, donado por la Real Maestranza de Caballería de Sevilla, a la Agrupación del Acuartelamiento.
En 2003 el artista Carlos de Córdoba y León Sotelo instaló un monumento con un avión Mirage F-1 en la entrada. En 2004 el mismo artista creó un nuevo monumento frente a la capilla con todas las placas conmemorativas de la base junto a una avioneta Dornier Do 27.
Tras quedar las pistas inactivas sin vigilancia, el espacio se usó para actividades no autorizadas, como carreras ilegales de coches. En 2004, un incidente trágico durante una de estas carreras resultó en la muerte de un niño, lo cual generó una respuesta mediática y judicial considerable en la comunidad sevillana.
En 2008, el Ministerio de Defensa propuso una desmilitarización parcial de Tablada, sugiriendo la cesión de ciertos terrenos al Ayuntamiento de Sevilla para usos públicos. La posibilidad de transformar los terrenos en un gran parque urbano similar al Parque del Alamillo o el Parque de María Luisa generó interés en la ciudad, aunque surgieron problemas legales y financieros que dificultaron el avance del proyecto. Además, algunos sectores de la base requieren descontaminación para asegurar su uso seguro.
En la actualidad, el Acuartelamiento Aéreo de Tablada alberga diversas unidades y centros formativos y de apoyo del Ejército del Aire y del Espacio. Entre las unidades destacan la Dirección de Enseñanza (DEN), el Grupo Móvil de Control Aéreo (GRUMOCA) y la Maestranza Aérea de Sevilla (MAESE), junto con otras unidades de apoyo técnico y logístico. En 2023, el Ministerio de Defensa y el Ayuntamiento de Sevilla presentaron un plan preliminar para desarrollar un espacio verde en los terrenos de Tablada, con áreas recreativas, deportivas y culturales. Este proyecto también considera la construcción de un centro de interpretación que preserve la memoria histórica de la base y su contribución a la aviación española, abriendo parte de sus instalaciones a la comunidad.